# Dutch Ridiculousness
Dutch Ridiculousness was een Nederlands televisieprogramma en spin-off van het Engelstalige MTV-programma Ridiculousness. In Dutch Ridiculousness werden wekelijks grappige internetfilmpjes doorgenomen en becommentarieerd door een vast presentatieteam met als gast een bekende Nederlander of Vlaming. Van het programma zijn twee seizoenen gemaakt van elk 15 afleveringen.  
Het eerste seizoen werd uitgezonden in 2016 en werd gepresenteerd door Edson da Graça, met als co-hosts Joffrey Breeuwer en Gaby Blaaser. In het tweede seizoen waren de co-hosts Monica Geuze en Kaj Gorgels.